# Saint-Martin-de-Lamps
Saint-Martin-de-Lamps foi uma comuna francesa na região administrativa do Centro, no departamento Indre. Estendia-se por uma área de 16,09 km². Em 2010 a comuna tinha 170 habitantes (densidade: 10,6 hab./km²).
Em 1 de janeiro de 2016, passou a formar parte da comuna de Levroux.